# Ě
Ě, ě — літера розширеного латинського алфавіту, утворена буквою E з додаванням гачека, яка використовується в чеському та лужицькому алфавіті. У піньїні позначає низхідно-висхідний тон E.
В історичному проєкті української латинки Їречека літера ě використосувалася на позначення «є» у західноукраїнських діялектах, м'яко кажучи, у літературній мові на місці «я», наприклад (ім'я — імє — imě, в'язати — вєзати — vězaty, м'ясо — мєсо — měso).

## Використання

### Чеська мова
У чеському альфабеті ця літера вимовляється як /jɛ/. Використовується з історичних причин (у давнину ця літера позначала окрему фонему, що в кирилиці передавалася літерою ять); вона змінює вимову попереднього приголосного (на початку слова не зустрічається):
- dě, tě, ně — вимовляється як ďe, ťe, ňe,
- bě, pě, vě, fě — вимовляється bje, pje, vje, fje,
- mě — вимовляється як mňe.

### Лужицькі мови
У лужицьких мовах позначає /ʲɪ/. Може зустрічатися й після тих приголосних, після яких Ě неможливий у чеській:
- č: у верхньолужицькій, наприклад Čěska republika
- ź: у верхньолужицькій наприклад wobdźěłać, у нижньолужицькому наприклад wobźěłaś
- r: у верхньолужицькій наприклад rěč.

### Інше
У славістичній транскрипції означає звук, відповідний ятю (ѣ). 
У піньїні використовується для позначення третього тону китайської мови.
Історично літера використовувалася в хорватському письмі для позначення ятя (něsam, věra, lěpo, pověst, tělo), вимова якого в різних штокавських наріччях відрізняється: екавський nesam, vera, lepo, povest, telo, ікавський nisam, vira, lipo, povist, і єкавське nijesam, vjera, lijepo, povijest, tijelo. Згодом було замінено поєднання je і ввійшла у гаєвицю, нині використовується у науковій літературі й у точній передачі старої орфографії.

#### Українська мова
В історичному проєкті української латинки Їречека літера ě використосувалася на позначення «є» на місці «я» у західноукраїнських діалектах (ім'я — імє). Згідно з правилом, вона вживається тільки там, де у старослов'янській мові є ѧ або в польській ę: сягнути — сєгнути — sěhnuty, дякувати — дєковати — děkovaly, щастя — щєстє — ščěstje, дев'ять — девєт — devěť, в'язати — вєзати — vězaty, м'ясо — мєсо — měso, святий — швєтий — švětyj, ряд — рєд — rěd, ім'я — імє — imě, гуся — гусє — husě, ся — сє — sě. Втім закон непослідовний, наприклад: п'яний — pjenyj і pjanyj.
Також цю літеру можна знайти в деяких закарпатських текстах ХХ ст., написаних латинкою. Тут вона замінює кириличний ѣ, що в народній вимові звучить здебільшого як [і].